# 고깔바위이끼과
고깔바위이끼과 또는 파꽃이끼과(Grimmiaceae)는 고깔바위이끼목에 속하는 이끼과의 하나이다. 흰털고깔바위이끼(Grimmia pilifera)와 서리이끼(Racomitrium canescens) 등을 포함하고 있다.

## 하위 속
- Bucklandiella
- Codriophorus
- Dryptodon
- 고깔바위이끼속 (Grimmia)
- Leucoperichaetium
- Niphotrichum
- 서리이끼속 (Racomitrium)
- Schistidium